# The Edge (película de 1997)
The Edge (El desafío en España y Al filo del peligro en Hispanoamérica) es una película dramática de 1997 sobre la lucha por la supervivencia dirigida por Lee Tamahori y protagonizada por Anthony Hopkins como el multimillonario Charles Morse y Alec Baldwin como Bob Green, además de contar con la actuación de Elle Macpherson. La película fue escrita por David Mamet.

## Sinopsis
Charles Morse (Anthony Hopkins) es un multimillonario que se traslada a Alaska junto a su esposa, la famosa modelo Mickey Morse (Elle Macpherson) y al cotizado fotógrafo de moda Robert "Bob" Green (Alec Baldwin) y su equipo para una sesión fotográfica en la casa de guarda de Styles (L.Q. Jones), quien les advierte de los peligros de los paisajes helados norteamericanos. Esa noche celebran el cumpleaños de Charles con varios regalos entre los que destacan un reloj de bolsillo de Mickey y una navaja de Bob.
Al enfermar el modelo masculino que tenía que participar en la sesión fotográfica, deciden ir en busca de un nativo que vive aislado en la montaña para proponerle posar.
Pero, mientras sobrevolaban los gélidos parajes del lugar en un hidroavión, Charles, Bob, Stephen (ayudante de Bob) y el piloto sufren un aparatoso accidente que termina en un aterrizaje forzoso donde muere el piloto.
Perdidos en mitad de los hostiles paisajes de Alaska; Charles, Bob y Stephen se ven forzados a convivir entre ellos, aprendiendo a mantener la calma y siendo guiados por el intelecto y cultura general de Charles (quien previamente había leído sobre técnicas de supervivencia).
El grupo traza una ruta de escape hacia el sur cruzando una montaña mientras se hace evidente que Bob alberga sentimientos de hostilidad y envidia hacia el estilo de vida de Charles. En el camino se topan con un oso Kodiak que los persigue hasta una cascada donde logran cruzar pero Charles pierde las bengalas. Poco después se encuentran de regreso en el mismo sitio donde empezaron dándose cuenta de que caminaron en circulos. Charles traza una nueva ruta y le da a Stephen la tarea de hacer una lanza pero este se corta la pierna en el proceso. Más tarde durante una tormenta, el oso ataca de nuevo y esta vez devora a Stephen sin que los demás puedan evitarlo. Algunos días después, el devorador de hombres les sigue la pista y vuelve a atacar; ambos se dan cuenta de que el animal no los dejará en paz por lo que planean atraerlo y apuñalarlo con una trampa de péndulo; aunque el plan inicial falla, Charles logra atravesar al oso justo cuando iba a matar a Bob.
Tras vestirse con la piel del animal, encuentran una cabaña abandonada y bien abastecida. Al revisar la garantía del reloj, Charles encuentra que pertenece a un mismo pedido que incluía un segundo reloj para Bob con un grabado de Mickey en el que le agradece "por todas esas noches".
Bob confronta a Charles insinuando que si él no regresa podría quedarse con su fortuna y le apunta con un rifle, instantes después Bob cae en una trampa para osos y queda atravesado en un muslo. Charles le da atención médica pero Bob queda inconsciente y pierde mucha sangre. Poco después emprenden el camino hacia el sur en canoa y al desembarcar en la orilla Bob se disculpa con Charles por el adulterio con su esposa y por atentar contra su vida. En ese momento aparece un helicóptero y Charles logra llamar su atención pero Bob muere antes de siquiera subir a la aeronave.
Al regresar de nuevo al hotel campestre, Mickey recibe de Charles el otro reloj comprendiendo que su marido conoce su secreto. La película concluye cuando la prensa pregunta a Charles sobre el paradero de sus amigos y él les dice que murieron salvando su vida.

## Reparto
- Anthony Hopkins como Charles Morse.
- Alec Baldwin como Robert "Bob" Green.
- Elle Macpherson como Mickey Morse.
- Harold Perrineau como Stephen.
- L.Q. Jones como Styles.
- Con la colaboración de Bart the Bear y su entrenador Doug Seus.